# Marcatosa

Marcatosa, a la Vall d'Aran

Marcatosa (AFI: [maɾkaˈtuza]) és un terçó tradicional de la Vall d'Aran, utilitzat com circumscripció territorial per a les eleccions al Conselh Generau d'Aran (Consell General d'Aran). El seu territori es correspon amb la part nord del municipi de Vielha e Mijaran: Vilac, Aubèrt, Betlan, Mont, Montcorbau, Arròs i Vila.
Es va formar al segle xvi com a sesterçó dividit de l'antic terçó de Viella.

## Eleccions
Des de la restauració de l'estructura administrativa tradicional de la Vall d'Aran del 1990, elegeix 1 dels 13 Consellers del Conselh Generau d'Aran.
| Partit    | 2003           | Conseller | 2007   | Conseller | 2011   | Conseller | 2015   | Conseller |
| --------- | -------------- | --------- | ------ | --------- | ------ | --------- | ------ | --------- |
| CDA       | 48,49%         | 1         | 47,14% | 0         | 52,55% | 1         | 51,65% | 1         |
| UA-PM-PSC | 42,81%         | 0         | 49,71% | 1         | 42,62% | 0         | 43,30% | 0         |
| PP        | sense candidat | 0         | s. c.  | 0         | s. c.  | 0         | 3,35%  | 0         |